# Ellen Albertini Dow
Ellen Albertini Dow, pseudonimo di Elena Albertini (Mount Carmel, 16 novembre 1913 – Los Angeles, 4 maggio 2015), è stata un'attrice e ballerina statunitense caratterista di cinema, televisione ma soprattutto teatro.

## Biografia
Nata in Pennsylvania, più piccola di sette figli di due immigrati di origine italiana, Ellen e Oliver Albertini, provenienti dalla Val di Non in Trentino, studiò pianoforte e danza dall'età di cinque anni. Diplomata alla Cornell University, si trasferì a New York dove continuò a studiare danza con le leggendarie ballerine Hanya Holm e Martha Graham. Parallelamente si interessò alla recitazione, seguendo i corsi dell'emerito professore e attore Michael Shurtleff e della diva del cinema muto Uta Hagen.
Molto giovane cominciò a lavorare a Broadway come ballerina, attrice, cantante e coreografa. Proprio qui conobbe il marito, l'attore e insegnante Eugene Dow, da cui prese il cognome, e con cui rimase indissolubilmente legata per cinquantatré anni, sino alla morte di lui, avvenuta nel 2004. Divenuta una delle migliori insegnanti di danza e recitazione del mondo, si ritirò dall'insegnamento nel 1985, dando inizio alla sua fortunata carriera nel cinema e nella televisione.
Apparve in numerosi film di successo, come Sister Act - Una svitata in abito da suora (1992) di Emile Ardolino, Sister Act 2 - Più svitata che mai (1993) di Bill Duke, Patch Adams (1998) di Tom Shadyac, e 2 single a nozze - Wedding Crashers (2005) di David Dobkin. Ritiratasi in un lussuoso attico di Los Angeles, continuò la sua attività di attrice in una moltitudine di lavori televisivi e cinematografici fino alla morte, avvenuta nel 2015 all'età di 101 anni per una polmonite.

## Filmografia parziale

### Cinema
- Due tipi incorreggibili (Tough Guys), regia di Jeff Kanew (1986)
- Bobo, vita da cani (Walk Like a Man), regia di Melvin Frank (1987)
- Il testimone più pazzo del mondo (My Blue Heaven), regia di Herbert Ross (1990)
- Rischio assoluto (Genuine Risk), regia di Kurt Voß (1990)
- Avventure di un uomo invisibile (Memoirs of an Invisible Man), regia di John Carpenter (1992)
- Sister Act - Una svitata in abito da suora (Sister Act), regia di Emile Ardolino (1992)
- Sister Act 2 - Più svitata che mai (Sister Act 2: Back in the Habit), regia di Bill Duke (1993)
- Benvenuti a Radioland (Radioland Murders), regia di Mel Smith (1994)
- Piccola peste si innamora (Problem Child 3), regia di Greg Beeman (1995)
- Prima o poi me lo sposo (The Wedding Singer), regia di Frank Coraci (1998)
- Studio 54 (54), regia di Mark Christopher (1998)
- Patch Adams, regia di Tom Shadyac (1998)
- Road Trip, regia di Todd Phillips (2000)
- Pronti alla rissa (Ready to Rumble), regia di Brian Robbins (2000)
- 2 single a nozze - Wedding Crashers (Wedding Crashers), regia di David Dobkin (2005)
- Without a Paddle 2 - Il richiamo della natura (Without a Paddle: Nature's Calling), regia di Ellory Elkayem (2009)

### Televisione
- Ai confini della realtà (The Twilight Zone) - serie TV, episodi 1x21-2x05 (1986)
- Autostop per il cielo (Highway to Heaven) - serie TV - episodio 3x18 (1987)
- La bella e la bestia (Beauty and the Beast) - serie TV - episodio 1x07 (1987)
- Cuori senza età (The Golden Girls) - serie TV, 43 episodi (1988-1991)
- 8 sotto un tetto (Family Matters) - serie TV, 40 episodi (1990-1994)
- Star Trek: The Next Generation - serie TV, episodio 7x14 (1994)
- Piccola peste s'innamora (Problem Child 3: Junior in Love), regia di Greg Beeman - film TV (1995)
- E.R. - Medici in prima linea (ER) - serie TV, episodio 2x07 (1995)
- Sabrina, vita da strega (Sabrina, the Teenage Witch) - serie TV, episodio 2x07 (1997)
- La tata (The Nanny) - serie TV, episodio 6x02 (1998)
- Susan (Suddenly Susan)  - serie TV, episodio 3x07 (1998)
- Will & Grace - serie TV, episodio 3x21 (2000)
- Giudice Amy (Judging Amy) - serie TV, episodio 2x22 (2001)
- Scrubs - Medici ai primi ferri (Scrubs) - serie TV, episodio 4x23 (2005)
- Ned - Scuola di sopravvivenza - serie TV, episodio 3x06 (2006)
- Hannah Montana - serie TV, episodio 1x20 (2006)
- Cold Case - Delitti irrisolti (Cold Case) - serie TV, episodio 4x21 (2007)
- La vita secondo Jim (According to Jim) - serie TV, episodio 8x17 (2009)

## Doppiatrici italiane
- Francesca Palopoli in Pronti alla rissa, Scrubs - Medici ai primi ferri, Hanna Montana
- Graziella Polesinanti in Will & Grace, My Name is Earl, La vita secondo Jim
- Wanda Tettoni in Patch Adams, Prima o poi me lo sposo
- Alina Moradei in Giudice Amy, Cold Case - Delitti irrisolti
- Serena Michelotti in In viaggio nel tempo
- Clelia Bernacchi in Star Trek - The Next Generation
- Gianna Piaz in E.R. - Medici in prima linea
- Daniela Caroli in Six Feet Under
- Elena Magoia in 2 single a nozze - Wedding Crashers
- Grazia Migneco in Ned - Scuola di sopravvivenza
- Franca Lumachi in New Girl